# شاید انجامش بدم
شاید انجامش بدم (به انگلیسی: Maybe I Do) فیلمی محصول سال ۲۰۲۳ و به کارگردانی مایکل جاکوبز است. در این فیلم بازیگرانی همچون دایان کیتن، ریچارد گی‌یر، سوزان ساراندون، اما رابرتس، لوک بریسی و ویلیام اچ میسی ایفای نقش کرده‌اند.